# Амадур (футбольний клуб)
Дешпортіву Амадур да Емпреша Агостінью або просто Амадур (порт. Desportivo Amador da Empresa Agostinho Neto) — футбольний клуб в районі Лобата на острові Сан-Томе, в Сан-Томе і Принсіпі.

## Історія
Амадор грав протягом багатьох років у другому дивізіоні Чемпіонату острова Сан-Томе до тих пір, поки другий дивізіон не був розділений за регіональним принципом, тоді Амадур почав грати проти інших клубів з півночі острова. Клуб також жодного разу не вигравав будь-якого трофея. У 2001 році Амадор посів третє місце в чемпіонаті острова і восьме в сезоні 2002/03 років. У наступні роки клуб не зміг вийти до першого дивізіону.